# Norrlandscupen
Norrlandscupen (NC) arrangerar tävlingar i gokart eller karting. 
Tävlingsserien 2022 består av nio deltävlingar  (varav de sju bästa räknas). NC körs i sju tävlingsklasser enligt följande: Formel Micro, Formel Mini, Junior 60, Junior 125, Senior 125 och KZ2. Man måste köra minst 4 deltävlingar för att få en slutplacering i NC.

## Deltävlingar i NC 2013
- 22 Maj, Umeå AK
- 28 Maj, Skellefteå MS
- 18 juni, Luleå MS
- 19 juni, Luleå MS
- 2 juli, Vuollerims MF
- 3 juli, Vuollerims MF
- 23 juli, Lycksele MK
- 24 juli, Lycksele MK
- 27 augusti, VKRC Örnsköldsvik (Final)

## Klasser
Klasserna regleras genom åldersgränser och viktgränser, inga erfarenhetskrav existerar och man tävlar inte i olika divisioner. 
Man får delta i en klass fr.o.m. det år man fyller för klassen angiven minimiålder. För klasser med övre åldersgräns får föraren inte vara äldre än maximiåldern vid ingången av kalenderåret.

### Cadetti
Endast en uppvisningsklass / utbildningsklass, ingen tidtagning eller tävlingsmoment får förekomma. Cadettiklassen ska utbilda och förbereda förarna inför tävlingsdebuten.
- Förarens ålder: 7-10 år.
- Minimivikt för kart och förare: 80 kg.
- Motor: Raket 60 cc, all trimning och bearbetning är förbjuden.
- Slirkoppling och start med magnapull [6]
- Chassi: Fritt till fabrikat.
- Nummerplåt: Blå bakgrund med vita siffror.

### Formel Micro(95 cc)
Tävlar tillsammans med Formel Micro-kartar med 95 cc motorer. 
- Förarens ålder: 8-10 år.
- Minimivikt för kart och förare: 97 kg.
- Motor: Raket 85 cc med strypbricka, all trimning och bearbetning är förbjuden.
- Direktdrift.
- Chassi: Fritt till fabrikat.
- Nummerplåt: Röd bakgrund med vita siffror.

### Formel MicroII (95 cc)
Tävlar tillsammans med Formel Micro-kartar med 85 cc motorer.
- Förarens ålder: 8-10 år.
- Minimivikt för kart och förare: 105 kg.
- Motor: Raket 95 cc med strypbricka, all trimning och bearbetning är förbjuden.
- Elstart och slirkoppling.
- Chassi: Fritt till fabrikat.
- Nummerplåt: Röd bakgrund med vita siffror.

### Formel Mini85 cc)
Tävlar tillsammans med Formel Mini-kartar med 95 cc motorer.
- Förarens ålder: 10-14 år.
- Minimivikt för kart och förare: 112 kg.
- Motor: Raket 85 cc, all trimning och bearbetning är förbjuden.
- Direktdrift.
- Chassi: Fritt till fabrikat.
- Nummerplåt: Grön bakgrund med vita siffror

### Formel Mini(95 cc)
Tävlar tillsammans med Formel Mini-kartar med 85 cc motorer.
- Förarens ålder: 10-14 år.
- Minimivikt för kart och förare: 120 kg.
- Motor: Raket 95 cc, all trimning och bearbetning är förbjuden.
- Elstart och slirkoppling.
- Chassi: Fritt till fabrikat.
- Nummerplåt: Grön bakgrund med vita siffror.

### Junior 60
- Förarens ålder: 10-13 år.
- Minimivikt för kart och förare: 115 kg.
- Motor: 60 cc, all trimning och bearbetning är förbjuden.
- Elstart och slirkoppling.
- Chassi: Fritt till fabrikat.
- Nummerplåt: Gul bakgrund med svarta siffror.

### Formel Yamaha
- Förarens ålder: 13 år och uppåt.
- Minimivikt för kart och förare: 143 kg.
- Motor: 100 cc, all trimning och bearbetning är förbjuden.
- Direktdrift.
- Chassi: Swiss Hutless.
- Nummerplåt: Blå bakgrund med vita siffror.

### Rotax Max Junior
- Förarens ålder: 13-15 år.
- Minimivikt för kart och förare: 150 kg.
- Motor: Rotax 125 cc, strypt och plomberad.
- Elstart och slirkoppling.
- Chassi: Fritt till fabrikat.
- Nummerplåt: Gul bakgrund med svarta siffror.

### Rotax Max
- Förarens ålder: 15 år och uppåt.
- Minimivikt för kart och förare: 165 kg
- Motor: Rotax 125 cc, plomberad
- Elstart och slirkoppling.
- Chassi: Fritt till fabrikat.
- Nummerplåtar: Gul bakgrund med svarta siffror.

### KZ2
- Förarens ålder: 15 år och uppåt.
- Minimivikt för kart och förare: 175 kg.
- Motor: Flera fabrikat, viss trimning är tillåten.
- 6 växlar och stående start.
- Chassi: Fritt till fabrikat.
- Nummerplåtar: Gul bakgrund med svarta siffror.

## Vinnare av NC

### Formel Micro
- 2012 - Viktor Åström (VKRC Örnsköldsvik) [16]
- 2011 - Elin Åström (VKRC Örnsköldsvik) [17]
- 2010 - Jonathan Arvidsson (Lycksele MK) [18]
- 2009 - Daniel Johansson (Bergs MK) [19]
- 2008 - Frida Grandin (Piteå MS) [20]
- 2007 - Ebba Grandin (Piteå MS) [21]
- 2006 - André Wester (Umeå AK)  [22]
- 2005 - Simon Svensson (VKRC Örnsköldsvik) [23]
- 2004 - Linus Johansson (Lycksele MK) [24]

### Formel Mini
- 2012 - Alexander Åström (Umeå AK) [16]
- 2011 - Emil Söderlund (Lycksele MK) [17]
- 2010 - Teodor Morin (Umeå AK) [18]
- 2009 - Ebba Grandin (Piteå MS) [19]
- 2008 - Philip Morin (Luleå MS) [20]
- 2007 - Martin Breding-Österholm (Jämtlands MK) [21]
- 2006 - Linus Johansson (Lycksele MK) [22]
- 2005 - Linus Johansson (Lycksele MK)  [23]
- 2004 - Ronnie Lundströmmer (AKK Haparanda) [24]

### Formel Yamaha
- 2012 - Linus Burman (Piteå MS) [16]
- 2011 - Simon Lindfors (Skellefteå MS) [17]
- 2010 - Kim Jonsson (Skellefteå MS) [18]
- 2009 - Max Renberg (Piteå MS) [19]
- 2008 - Simon Söderberg (Skellefteå MS) [20]
- 2007 - Gustav Bergh (Lycksele MK) [21]
- 2006 - Patrik Larsson (Piteå MS)  [22]
- 2005 - Patrik Larsson (Piteå MS) [23]
- 2004 - Daniel Wälimaa (AKK Haparanda) [24]

### Rotax Max Junior
- 2012 - Daniel Lindholm (Skellefteå MS) [16]

### Rotax Max
- 2012 - Simon Lindfors (Skellefteå MS) [16]
- 2011 - Kim Jonsson (Skellefteå MS) [17]
- 2010 - Simon Svensson (VKRC Örnsköldsvik) [18]
- 2009 - Ludvig Morin (Umeå AK) [19]
- 2008 - Filip Lindgren (Lycksele MK) [20]
- 2007 - Paul Bergström (Jämtlands MK) [21]

### KZ2
- 2012 - Gustav Bergh (Lycksele MK) [16]
- 2011 - Gustav Bergh (Lycksele MK) [17]
- 2010 - Filip Lindgren (Lycksele MK) [18]
- 2009 - Jesper Rönnlund (Lycksele MK) [19]
- 2008 - Ronnie Lundströmmer (AKK Haparanda) [20]
- 2007 - Erik Lindholm (Skellefteå MS) [21]
- 2006 - Erik Lindholm (Skellefteå MS) [22]
- 2005 - Erik Lindholm (Skellefteå MS) [23]
- 2004 - Erik Lindholm (Skellefteå MS) [24]

## Resultat i NC 2012

### Formel Micro
| Deltagare 2012 | Deltagare 2012 | Deltagare 2012            | Deltagare 2012    | Deltävlingar | Deltävlingar | Deltävlingar | Deltävlingar | Deltävlingar | Deltävlingar | Deltävlingar | Resultat   |
| Nr             | Nr             | Förare                    | Klubb             | PMS 1        | VKRC 2       | LMK 3        | VMF 4        | LMS 5        | SMS 6        | LMK 7*       | Totalpoäng |
| -------------- | -------------- | ------------------------- | ----------------- | ------------ | ------------ | ------------ | ------------ | ------------ | ------------ | ------------ | ---------- |
| 1              | 87             | Viktor Åström             | VKRC Örnsköldsvik | 41           | 41           |              | 39           | 37           | 39           | 43*          | 203        |
| 2              | 84             | Axel Persson              | Lycksele MK       | 35           | 39           | 41           | 38           | 41           | 38           | 41*          | 201        |
| 3              | 83             | Samuel Melander           | Piteå MS          | 28           | 32           | 30           | 41           | 38           | 34           | 40*          | 185        |
| 4              | 85             | Colin Forsman             | Skellefteå MS     | 34           | 37           | 38           |              | 32           | 36           | 39*          | 184        |
| 5              | 33             | William Norgren           | Lycksele MK       | 39           | 30           | 33           | 37           | 36           | 33           | 30*          | 178        |
| 6              | 92             | Emanuel Olofsson          | Umeå AK           | 38           | 34           | 37           |              | 33           | 31           | 36*          | 178        |
| 7              | 91             | Victor Fredriksson        | Umeå AK           | 36           | 38           | 36           | 31           | 34           | 23           | 23*          | 175        |
| 8              | 32             | Jonathan Nilsson Schmaltz | Luleå MS          |              | 35           | 31           | 36           | 39           | 32           | 26*          | 173        |
| 9              | 93             | Albin Eriksson            | Piteå MS          | 33           |              | 34           |              | 35           | 35           | 33*          | 170        |
| 10             | 94             | Nicolle Nygren            | Umeå AK           | 32           | 36           | 32           |              | 26           | 29           | 37*          | 166        |
| 11             | 82             | Erik Bergström            | VKRC Örnsköldsvik | 29           | 31           | 35           |              |              | 22           | 32*          | 149        |
| 12             | 90             | Jesper Jansson            | Luleå MS          | 31           |              | 26           | 33           | 28           | 24           | 29*          | 147        |
| 13             | 31             | Kennet Lindqvist          | Vuollerims MF     | 37           |              |              | 35           | 31           | 37           |              | 140        |
| 14             | 95             | Melvin Fältén             | Umeå AK           |              | 33           | 29           |              |              | 25           | 34*          | 121        |
| -              | 37             | Hannes Morin              | Umeå AK           |              |              | 39           |              |              | 41           | 38*          | 118        |
| -              | 96             | Agnes Enbom               | Vuollerims MF     | 30           |              |              | 32           | 27           |              |              | 89         |
| -              | 106            | Erik Axelsson             | Luleå MS          |              |              |              | 34           | 30           | 21           |              | 85         |
| -              | 107            | Marcus Leinehed           | Piteå MS          |              |              |              |              | 29           | 28           | 24*          | 81         |
| -              | 100            | Hampus Hällgren           | Umeå AK           |              |              | 25           |              |              | 27           | 28*          | 80         |
| -              | 101            | Moa Rensbo                | Jämtlands MK      |              |              | 28           |              |              |              | 31*          | 59         |
| -              | 103            | Wilda Lindberg            | Jämtlands MK      |              |              | 23           |              |              |              | 35*          | 58         |
| -              | 99             | Leo Andersson             | Skellefteå MS     |              |              |              |              |              | 26           | 27*          | 53         |
| -              | 102            | Amanda Ottosson           | Jämtlands MK      |              |              | 27           |              |              |              | 25*          | 52         |
| -              | 98             | Rasmus Johansson          | Skellefteå MS     |              |              |              |              |              | 30           |              | 30         |
| -              | 88             | Elin Pettersson           | Umeå AK           |              |              | 24           |              |              |              |              | 24         |
| -              | 105            | Fanny Hagelberg           | Umeå AK           |              |              | 22           |              |              |              |              | 22         |

| Symbol                                  | Betydelse                    |
| --------------------------------------- | ---------------------------- |
| 41                                      | 1:a                          |
| 39                                      | 2:a                          |
| 38                                      | 3:a                          |
| 37                                      | 4:a                          |
| 36                                      | 5:a                          |
| 35, 34, 33 osv för följande placeringar |                              |
| Lila                                    | Borträknad tävling           |
| 0                                       | Diskvalificerad från tävling |
| Röd                                     | Ej klassificerad             |
| Blank                                   | Deltog ej                    |

| Klubbförkortningar | Klubbförkortningar                          |
| ------------------ | ------------------------------------------- |
| PMS                | Piteå Motorsällskap                         |
| VKRC               | Varggropens Kart Racing Club (Örnsköldsvik) |
| LMK                | Lycksele Motorklubb                         |
| VMF                | Vuollerims Motorförening                    |
| LMS                | Luleå Motorsällskap                         |
| SMS                | Skellefteå Motorsällskap                    |

### Formel Mini
| Deltagare 2012 | Deltagare 2012 | Deltagare 2012      | Deltagare 2012    | Deltävlingar | Deltävlingar | Deltävlingar | Deltävlingar | Deltävlingar | Deltävlingar | Deltävlingar | Resultat   |
| Nr             | Nr             | Förare              | Klubb             | PMS 1        | VKRC 2       | LMK 3        | VMF 4        | LMS 5        | SMS 6        | LMK 7*       | Totalpoäng |
| -------------- | -------------- | ------------------- | ----------------- | ------------ | ------------ | ------------ | ------------ | ------------ | ------------ | ------------ | ---------- |
| 1              | 22             | Alexander Åström    | Umeå AK           | 35           | 41           | 38           | 38           | 39           | 39           | 30*          | 195        |
| 2              | 51             | Elin Åström         | VKRC Örnsköldsvik | 39           | 39           | 39           | 39           | 37           | 38           | 39*          | 195        |
| 3              | 52             | Konrad Boström      | Skellefteå MS     | 37           | 34           | 41           | 41           | 31           | 26           | 40*          | 193        |
| 4              | 53             | Jonathan Melander   | Piteå MS          | 38           | 27           | 35           | 35           | 41           | 41           | 38*          | 193        |
| 5              | 25             | Niklas Ejderud      | Lycksele MK       | 41           | 37           | 23           | 32           | 35           | 36           | 43*          | 192        |
| 6              | 26             | Jonathan Arvidsson  | Lycksele MK       | 29           | 35           | 37           | 37           | 38           | 37           | 41*          | 190        |
| 7              | 23             | Anton Lundin        | Umeå AK           | 36           | 36           | 36           | 36           | 36           | 27           | 37*          | 181        |
| 8              | 30             | Emil Piekkola       | Luleå MS          | 33           | 38           | 32           | 33           | 24           | 29           | 22*          | 165        |
| 9              | 54             | Albin Loggert       | Luleå MS          | 34           |              | 31           | 27           | 29           | 33           | 34*          | 161        |
| 10             | 82             | Lukas Willman       | Umeå AK           | 26           | 24           | 34           | 34           | 30           | 35           | 27*          | 160        |
| 11             | 96             | Elliot Hansson      | Umeå AK           |              | 30           | 26           | 24           | 33           | 30           | 35*          | 154        |
| 12             | 81             | Andreas Lindström   | Umeå AK           | 27           | 25           | 29           |              |              | 32           | 33*          | 146        |
| 13             | 35             | Rasmus Augustsson   | Lycksele MK       | 30           | 26           | 27           |              |              | 31           | 26*          | 140        |
| 14             | 38             | Jenny Karlsson      | Umeå AK           | 32           | 29           | 21           |              |              | 20           | 36*          | 138        |
| 15             | 55             | Simon Grundström    | Lycksele MK       | 24           |              | 25           | 26           | 34           |              | 28*          | 137        |
| 16             | 95             | Oscar Fredriksson   | Umeå AK           | 22           |              | 22           | 23           | 32           | 28           | 32*          | 137        |
| 17             | 34             | Alexander Pernbrink | Umeå AK           | 21           | 33           | 24           | 30           | 23           | 25           | 24*          | 136        |
| 18             | 45             | Elliot Grensjö      | Luleå MS          | 23           |              | 20           | 25           | 28           |              | 29*          | 125        |
| 19             | 87             | Filip Olofsson      | Umeå AK           | 28           | 28           |              |              |              | 24           | 31*          | 111        |
| -              | 31             | Tommy Näslund       | Lycksele MK       | 31           | 31           | 33           |              |              |              |              | 95         |
| -              | 58             | Sami Jaako          | AKK Haparanda     |              | 32           |              | 29           | 27           |              |              | 88         |
| -              | 42             | Elina Hagelberg     | Umeå AK           |              | 23           | 28           |              |              | 34           |              | 85         |
| 20             | 83             | Lucas Nilsson       | Umeå AK           |              | 22           | 18           |              |              | 21           | 20*          | 81         |
| -              | 41             | Casper Lindqvist    | Vuollerims MF     | 25           |              |              | 31           |              | 23           |              | 79         |
| -              | 64             | Essi Jaako          | AKK Haparanda     |              |              |              | 28           | 26           |              |              | 54         |
| -              | 89             | Jesper Lindberg     | Jämtlands MK      |              |              | 30           |              |              |              | 19*          | 49         |
| -              | 86             | Ceilia Forsberg     | Skellefteå MS     |              |              |              |              |              | 22           | 25*          | 47         |
| -              | 84             | Mori Adrian Rosland | Skellefteå MS     |              |              | 19           |              |              |              | 21*          | 40         |
| -              | 27             | Albin Jansson       | Luleå MS          |              |              |              |              | 25           |              |              | 25         |
| -              | 62             | Ebba Enbom          | Vuollerims MF     |              |              |              |              |              |              | 23*          | 23         |

| Symbol                                  | Betydelse                    |
| --------------------------------------- | ---------------------------- |
| 41                                      | 1:a                          |
| 39                                      | 2:a                          |
| 38                                      | 3:a                          |
| 37                                      | 4:a                          |
| 36                                      | 5:a                          |
| 35, 34, 33 osv för följande placeringar |                              |
| Lila                                    | Borträknad tävling           |
| 0                                       | Diskvalificerad från tävling |
| Röd                                     | Ej klassificerad             |
| Blank                                   | Deltog ej                    |

| Klubbförkortningar | Klubbförkortningar                          |
| ------------------ | ------------------------------------------- |
| PMS                | Piteå Motorsällskap                         |
| VKRC               | Varggropens Kart Racing Club (Örnsköldsvik) |
| LMK                | Lycksele Motorklubb                         |
| VMF                | Vuollerims Motorförening                    |
| LMS                | Luleå Motorsällskap                         |
| SMS                | Skellefteå Motorsällskap                    |

### Formel Yamaha
| Deltagare 2012 | Deltagare 2012 | Deltagare 2012        | Deltagare 2012    | Deltävlingar | Deltävlingar | Deltävlingar | Deltävlingar | Deltävlingar | Deltävlingar | Deltävlingar | Resultat   |
| Nr             | Nr             | Förare                | Klubb             | PMS 1        | VKRC 2       | LMK 3        | VMF 4        | LMS 5        | SMS 6        | LMK 7*       | Totalpoäng |
| -------------- | -------------- | --------------------- | ----------------- | ------------ | ------------ | ------------ | ------------ | ------------ | ------------ | ------------ | ---------- |
| 1              | 15             | Linus Burman          | Piteå MS          | 41           | 41           | 27           | 41           | 41           | 29           | 41*          | 205        |
| 2              | 24             | William Press         | VKRC Örnsköldsvik | 38           | 39           | 41           | 38           | 39           | 30           | 40*          | 197        |
| 3              | 32             | Albin Pettersson      | Umeå AK           | 39           | 38           | 39           |              | 37           | 41           |              | 194        |
| 4              | 30             | Emil Svensson         | SMK Sundsvall     | 35           | 37           | 37           | 37           | 34           | 38           | 43*          | 192        |
| 5              | 25             | Linn Qvarnlöf         | Skellefteå MS     | 37           | 27           | 38           | 36           | 38           | 36           | 39*          | 188        |
| 6              | 26             | Max Gustafsson        | VKRC Örnsköldsvik | 33           | 35           | 36           |              |              | 37           | 38*          | 179        |
| 7              | 22             | Alfred Jacobsson      | Umeå AK           | 30           | 36           | 32           | 39           | 36           | 26           | 32*          | 175        |
| 8              | 27             | Simon Strömbäck       | Luleå MS          | 29           |              |              | 35           | 35           | 33           | 35*          | 167        |
| 9              | 28             | Wille Lindgren        | Lycksele MK       | 31           | 31           | 33           | 34           | 33           |              | 33*          | 164        |
| 10             | 57             | Rustan Holm-Olson     | Umeå AK           | 34           | 33           | 30           | 32           | 30           |              | 31*          | 160        |
| 11             | 40             | Oskar Falk            | VKRC Örnsköldsvik |              | 30           | 35           |              |              | 35           | 36*          | 136        |
| 12             | 31             | Stefan Lindqvist      | Vuollerims MF     | 32           |              |              | 33           | 32           | 32           |              | 129        |
| 13             | 74             | Niklas Jonsson        | Umeå AK           |              | 32           | 31           |              |              | 31           | 34*          | 128        |
| -              | 99             | Alex Gudding          | Jämtlands MK      | 36           |              |              |              |              | 39           | 37*          | 112        |
| -              | 36             | Marcus Berg           | VKRC Örnsköldsvik |              | 34           | 34           |              |              | 34           |              | 102        |
| -              | 81             | Joel Forsberg Fahller | Luleå MS          |              |              |              | 31           | 31           | 27           |              | 89         |
| -              | 43             | Elias Israelsson      | Umeå AK           |              | 29           |              |              | 29           |              |              | 58         |
| -              | 37             | Viktoria Sparrman     | Umeå AK           |              | 28           |              |              |              | 28           |              | 56         |
| -              | 34             | Felix Öberg           | VKRC Örnsköldsvik |              | 26           | 29           |              |              |              |              | 55         |
| -              | 82             | Mattias Nordin        | VKRC Örnsköldsvik |              | 25           | 28           |              |              |              |              | 53         |

| Symbol                                  | Betydelse                    |
| --------------------------------------- | ---------------------------- |
| 41                                      | 1:a                          |
| 39                                      | 2:a                          |
| 38                                      | 3:a                          |
| 37                                      | 4:a                          |
| 36                                      | 5:a                          |
| 35, 34, 33 osv för följande placeringar |                              |
| Lila                                    | Borträknad tävling           |
| 0                                       | Diskvalificerad från tävling |
| Röd                                     | Ej klassificerad             |
| Blank                                   | Deltog ej                    |

| Klubbförkortningar | Klubbförkortningar                          |
| ------------------ | ------------------------------------------- |
| PMS                | Piteå Motorsällskap                         |
| VKRC               | Varggropens Kart Racing Club (Örnsköldsvik) |
| LMK                | Lycksele Motorklubb                         |
| VMF                | Vuollerims Motorförening                    |
| LMS                | Luleå Motorsällskap                         |
| SMS                | Skellefteå Motorsällskap                    |

### Rotax Max Junior
| Deltagare 2012 | Deltagare 2012 | Deltagare 2012    | Deltagare 2012 | Deltävlingar | Deltävlingar | Deltävlingar | Deltävlingar | Deltävlingar | Deltävlingar | Deltävlingar | Resultat   |
| Nr             | Nr             | Förare            | Klubb          | PMS 1        | VKRC 2       | LMK 3        | VMF 4        | LMS 5        | SMS 6        | LMK 7*       | Totalpoäng |
| -------------- | -------------- | ----------------- | -------------- | ------------ | ------------ | ------------ | ------------ | ------------ | ------------ | ------------ | ---------- |
| 1              | 29             | Daniel Lindholm   | Skellefteå MS  | 41           | 41           | 41           | 41           | 41           | 36           | 39*          | 205        |
| 2              | 66             | Eivind Solstad    | Skellefteå MS  | 39           | 39           | 38           | 39           | 38           | 39           | 40*          | 196        |
| 3              | 54             | Alex Qvarnlöf     | Skellefteå MS  | 35           | 36           | 39           | 37           | 39           | 35           | 37*          | 188        |
| 4              | 62             | Joacim Nilsson    | SMK Sundsvall  | 37           | 38           | 37           | 38           | 35           | 38           | 35*          | 188        |
| 5              | 58             | Oliver Lindqvist  | Vuollerims MF  | 38           |              | 36           | 34           | 36           | 33           | 36*          | 180        |
| 6              | 63             | Silje Hansen      | Skellefteå MS  | 36           | 37           | 35           | 36           | 34           | 34           | 34*          | 178        |
| 7              | 51             | Emil Söderlund    | Lycksele MK    | 34           |              | 34           |              |              | 41           | 41*          | 150        |
| 8              | 61             | Tommy Näslund     | Lycksele MK    |              |              |              | 35           | 37           | 32           | 38*          | 142        |
| -              | 87             | Teodor Morin      | Umeå AK        |              |              |              |              |              | 37           | 43*          | 80         |
| -              | 69             | Fredrik Holgesson | Jämtlands MK   |              |              | 33           |              |              |              |              | 33         |

| Symbol                                  | Betydelse                    |
| --------------------------------------- | ---------------------------- |
| 41                                      | 1:a                          |
| 39                                      | 2:a                          |
| 38                                      | 3:a                          |
| 37                                      | 4:a                          |
| 36                                      | 5:a                          |
| 35, 34, 33 osv för följande placeringar |                              |
| Lila                                    | Borträknad tävling           |
| 0                                       | Diskvalificerad från tävling |
| Röd                                     | Ej klassificerad             |
| Blank                                   | Deltog ej                    |

| Klubbförkortningar | Klubbförkortningar                          |
| ------------------ | ------------------------------------------- |
| PMS                | Piteå Motorsällskap                         |
| VKRC               | Varggropens Kart Racing Club (Örnsköldsvik) |
| LMK                | Lycksele Motorklubb                         |
| VMF                | Vuollerims Motorförening                    |
| LMS                | Luleå Motorsällskap                         |
| SMS                | Skellefteå Motorsällskap                    |

### Rotax Max
| Deltagare 2012 | Deltagare 2012 | Deltagare 2012       | Deltagare 2012    | Deltävlingar | Deltävlingar | Deltävlingar | Deltävlingar | Deltävlingar | Deltävlingar | Deltävlingar | Resultat   |
| Nr             | Nr             | Förare               | Klubb             | PMS 1        | VKRC 2       | LMK 3        | VMF 4        | LMS 5        | SMS 6        | LMK 7*       | Totalpoäng |
| -------------- | -------------- | -------------------- | ----------------- | ------------ | ------------ | ------------ | ------------ | ------------ | ------------ | ------------ | ---------- |
| 1              | 51             | Simon Lindfors       | Skellefteå MS     | 39           | 39           | 41           | 39           | 39           | 38           | 41*          | 199        |
| 2              | 61             | Mattias Karlsson     | Luleå MS          | 38           |              | 37           | 38           | 37           | 39           | 39*          | 191        |
| 3              | 25             | Mattias Backman      | Umeå AK           | 37           | 38           | 33           |              | 38           | 37           | 36*          | 186        |
| 4              | 26             | Charlotte Hansen     | Skellefteå MS     | 36           | 34           | 36           | 34           | 36           | 35           | 35*          | 178        |
| 5              | 87             | Johan Hedqvist       | Luleå MS          | 35           |              | 28           | 36           | 34           | 34           |              | 167        |
| 6              | 21             | Kim Jonsson          | Skellefteå MS     | 41           | 41           | 39           | 41           | 41           | 0            | 40*          | 164        |
| 7              | 80             | Adina Engqvist       | Umeå AK           | 34           |              | 29           |              | 33           |              | 34*          | 130        |
| 8              | 84             | August Kolberg       | Skellefteå MS     |              |              | 26           | 35           | 32           |              | 32*          | 125        |
| -              | 32             | Mikael Karlsson      | Umeå AK           |              | 37           | 34           |              |              | 36           |              | 107        |
| -              | 85             | Rasmus Kolberg       | Skellefteå MS     |              |              |              | 37           | 35           |              | 33*          | 105        |
| -              | 43             | Max Renberg          | Piteå MS          |              |              |              |              |              | 41           | 43*          | 84         |
| -              | 66             | André Wester         | Umeå AK           |              |              | 38           |              |              |              | 37*          | 75         |
| -              | 24             | Peter Karlsson       | Umeå AK           |              | 36           | 32           |              |              |              |              | 68         |
| -              | 28             | Robert Calissendorff | VKRC Örnsköldsvik |              | 35           | 30           |              |              |              |              | 65         |
| -              | 34             | Ludvig Morin         | Umeå AK           |              |              |              |              |              |              | 38*          | 38         |
| -              | 59             | Emelie Moe           | Jämtlands MK      |              |              | 35           |              |              |              |              | 35         |
| -              | 29             | Jonas Andersson      | Umeå AK           |              |              | 31           |              |              |              |              | 31         |

| Symbol                                  | Betydelse                    |
| --------------------------------------- | ---------------------------- |
| 41                                      | 1:a                          |
| 39                                      | 2:a                          |
| 38                                      | 3:a                          |
| 37                                      | 4:a                          |
| 36                                      | 5:a                          |
| 35, 34, 33 osv för följande placeringar |                              |
| Lila                                    | Borträknad tävling           |
| 0                                       | Diskvalificerad från tävling |
| Röd                                     | Ej klassificerad             |
| Blank                                   | Deltog ej                    |

| Klubbförkortningar | Klubbförkortningar                          |
| ------------------ | ------------------------------------------- |
| PMS                | Piteå Motorsällskap                         |
| VKRC               | Varggropens Kart Racing Club (Örnsköldsvik) |
| LMK                | Lycksele Motorklubb                         |
| VMF                | Vuollerims Motorförening                    |
| LMS                | Luleå Motorsällskap                         |
| SMS                | Skellefteå Motorsällskap                    |

### KZ2
| Deltagare 2012 | Deltagare 2012 | Deltagare 2012       | Deltagare 2012    | Deltävlingar | Deltävlingar | Deltävlingar | Deltävlingar | Deltävlingar | Deltävlingar | Deltävlingar | Resultat   |
| Nr             | Nr             | Förare               | Klubb             | PMS 1        | VKRC 2       | LMK 3        | VMF 4        | LMS 5        | SMS 6        | LMK 7*       | Totalpoäng |
| -------------- | -------------- | -------------------- | ----------------- | ------------ | ------------ | ------------ | ------------ | ------------ | ------------ | ------------ | ---------- |
| 1              | 17             | Gustav Bergh         | Lycksele MK       | 41           | 41           | 41           | 41           | 41           | 38           | 43*          | 207        |
| 2              | 33             | Carl Nordqvist       | VKRC Örnsköldsvik |              | 39           | 39           | 38           | 39           | 41           | 41*          | 199        |
| 3              | 25             | Simon Svensson       | VKRC Örnsköldsvik | 28           | 38           | 37           | 39           | 38           | 29           | 40*          | 192        |
| 4              | 28             | Jesper Norberg       | Umeå AK           | 39           | 28           | 38           | 28           | 36           | 34           | 39*          | 186        |
| 5              | 26             | Lisa Sandström       | VKRC Örnsköldsvik | 37           | 34           |              | 36           | 37           | 36*          | 31*          | 180        |
| 6              | 24             | Tony Rudolfsson      | Lycksele MK       |              | 37           | 35           | 37           | 33           | 37           | 30*          | 179        |
| 7              | 97             | Emanuel Ledin        | Umeå AK           | 34           | 30           | 34           | 34           | 32           | 35           | 37*          | 174        |
| 8              | 30             | Martin Gustavsson    | Lycksele MK       | 31           | 33           | 28           | 32           | 31           | 33           | 36*          | 165        |
| 9              | 32             | Mikael Hägglund      | Lycksele MK       | 33           | 32           | 29           | 30           | 29           | 32           | 35*          | 162        |
| 10             | 27             | Emil Juntikka        | Umeå AK           | 29           |              | 33           | 33           | 34           | 31           |              | 160        |
| 11             | 35             | Alexander Andreassen | Luleå MS          | 35           | 31           |              | 35           | 35           |              |              | 136        |
| 12             | 31             | Karin Edlund         | Umeå AK           |              | 27           | 36           |              |              | 28           | 38*          | 129        |
| 13             | 59             | Emil Lindh           | Luleå MS          |              |              | 30           | 31           | 30           |              | 34*          | 125        |
| 14             | 40             | Emma Karlsson        | Umeå AK           |              | 29           | 31           |              |              | 26           | 33*          | 119        |
| 15             | 36             | Linda Strömbäck      | Luleå MS          | 30           |              |              | 29           | 26           |              | 32*          | 117        |
| 16             | 34             | Anton Hjalmarsson    | Umeå AK           | 32           |              | 27           |              | 28           | 27           |              | 114        |
| -              | 58             | Victor Ulander       | Skellefteå MS     | 38           | 35           |              |              |              | 39           |              | 112        |
| -              | 29             | Anton Öberg          | VKRC Örnsköldsvik | 36           | 36           | 32           |              |              |              |              | 104        |
| -              | 74             | Robin Lagerström     | Vännäs MK         |              |              |              |              |              | 30           |              | 30         |
| -              | 81             | Niklas Tingvall      | Luleå MS          |              |              |              |              | 27           |              |              | 27         |
| -              | 77             | Niklas Andreassen    | Luleå MS          |              |              |              |              | 25           |              |              | 25         |

| Symbol                                  | Betydelse                    |
| --------------------------------------- | ---------------------------- |
| 41                                      | 1:a                          |
| 39                                      | 2:a                          |
| 38                                      | 3:a                          |
| 37                                      | 4:a                          |
| 36                                      | 5:a                          |
| 35, 34, 33 osv för följande placeringar |                              |
| Lila                                    | Borträknad tävling           |
| 0                                       | Diskvalificerad från tävling |
| Röd                                     | Ej klassificerad             |
| Blank                                   | Deltog ej                    |

| Klubbförkortningar | Klubbförkortningar                          |
| ------------------ | ------------------------------------------- |
| PMS                | Piteå Motorsällskap                         |
| VKRC               | Varggropens Kart Racing Club (Örnsköldsvik) |
| LMK                | Lycksele Motorklubb                         |
| VMF                | Vuollerims Motorförening                    |
| LMS                | Luleå Motorsällskap                         |
| SMS                | Skellefteå Motorsällskap                    |

## Resultat i NC 2011

### Formel Micro
1. Elin Åström (VKRC Örnsköldsvik), 201 poäng
2. Konrad Boström (Skellefteå MS), 200 poäng
3. Jonathan Melander (Piteå MS), 192 poäng

### Formel Mini
1. Emil Söderlund (Lycksele MK), 207 poäng
2. Alexander Åström (Umeå AK), 189 poäng
3. Anton Lundin (Umeå AK), 186 poäng

### Formel Yamaha
1. Simon Lindfors (Skellefteå MS), 200 poäng
2. Alfred Jacobsson (Umeå AK), 199 poäng
3. Linus Burman (Piteå MS), 196 poäng

### Rotax Max
1. Kim Jonsson (Skellefteå MS), 199 poäng
2. Tom Johansson (Lycksele MK), 188 poäng
3. Anna Axehult (SMK Sundsvall), 186 poäng

### KZ2
1. Gustav Bergh (Lycksele MK), 203 poäng
2. Filip Lindgren (Lycksele MK), 199 poäng
3. Jesper Rönnlund (Lycksele MK), 193 poäng